# Peliperdix
Genre
Peliperdix est un genre d'oiseaux d'Afrique appartenant à la famille des Phasianidae.

## Liste d'espèces
Selon la classification de référence du Congrès ornithologique international (version 2.8, 2011) :
- Peliperdix lathami (Hartlaub, 1854) – Francolin de Latham
- Peliperdix coqui (A. Smith, 1836) – Francolin coqui
- Peliperdix albogularis (Hartlaub, 1854) – Francolin à gorge blanche
- Peliperdix schlegelii (Heuglin, 1863) – Francolin de Schlegel

## Répartition
Les espèces de ce genre se rencontrent en Afrique.